# Vénètes
Pour les articles homonymes, voir Vénètes (homonymie).
Le terme Vénètes est utilisé par les auteurs grecs et latins de l'Antiquité pour désigner différents peuples.

## Présentation

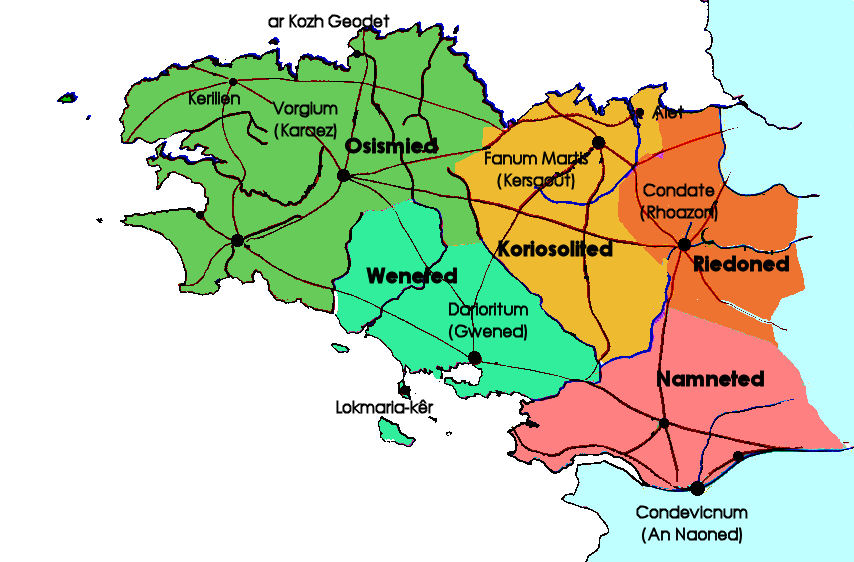
Les Vénètes au sein de l'actuelle Bretagne

Les Vénètes, un des peuples du nord-ouest de la Gaule

### Les différents Vénètes de l'Antiquité
Les Vénètes de Gaule
Ce peuple gaulois est connu à travers les mentions de Jules César dans ses Commentaires sur la Guerre des Gaules, comme un peuple de navigateurs, disposant xd navires d’une certaine dimension. Au Ier siècle av. J.-C., il réside dans l'actuel département du Morbihan et a donné son nom à la ville de Vannes (Gwened en breton) et au pays Vannetais (Bro-Gwened ou Broereg en breton). Les Vénètes ont parfois été alliés avec la Confédération armoricaine bien que Jules César ne les intègre pas à sa liste des peuples d'Armorique. Avant l'invasion romaine, ils étaient en concurrence, sur le plan commercial et militaire avec les Pictons, situés plus au sud, pour la maîtrise de l'embouchure de la Loire, débouché d'une des routes de l'étain vers le sud de l'Europe; ils étaient également en conflit avec la confédération armoricaine au nord, principale province romaine détentrice de mines d'étain pour la période étudiée IIIe, IIe et Ier siècle av. J.-C.
La source de leur puissance résidait dans le contrôle du commerce de l'étain[réf. nécessaire], dont ils évincèrent les Pictons sur la côte sud-atlantique. Ils étaient également de grands producteurs de sel.
Leur domination maritime était suffisamment puissante pour leur occasionner de nombreux ennemis, notamment  pictons. César utilisera habilement ces ennemis pour construire la flotte qui permettra de les vaincre. Leur défaite face à César les amènera près de l'anéantissement de leur puissance économique, politique et militaire : massacre de leur Sénat, interdiction de produire du sel, destruction de leur industrie, réductions territoriales au profit de leurs voisins. César renforcera tous leurs voisins à leur détriment. Il semble aussi y avoir trouvé la plus grande source de son enrichissement personnel en Gaule, par la mise en esclavage d'un très grand nombre de prisonniers, revendus en Italie.
Les Vénètes de Vénétie
Un autre groupe vivait en Vénétie, dans le nord est de l'Italie, depuis l'Antiquité. Au début du Moyen Âge, il a donné son nom à Venise. Il était aussi appelé Vénètes (ενετοί, /enetoi/) par les Grecs (dans l'Iliade certains sont localisés en Paphlagonie). Il parlait une langue indo-européenne (peut-être italique), le vénète.
Ils sont fréquemment considérés comme ayant la même origine que les Vénètes de Gaule. Cette théorie se fonde sur les ressemblances linguistiques présentes entre autres dans l'onomastique, mais ces traits communs peuvent aussi être expliqués par la parenté entre les langues italiques et les langues celtiques, ce qui ne permet pas de trancher de façon catégorique.
Les Vénètes d'Europe centrale
Enfin, le nom Vénète ou Vénède était également donné par les Germains à un peuple d'Europe centrale qui sera finalement slavisé, les Wendes.
Les Vénètes ont été présents un peu partout en Europe sous différentes variantes de leur nom avant d'être assimilés par d'autres peuples conquérants, et leur ethnonyme précède celui de Celte dans l'historiographie de l'Antiquité, cette dernière dénomination ayant pris naissance avec la civilisation de Hallstatt. Tacite, au IIe siècle, note que les Vénètes habitent sur les marges orientales de la Germanie, à l'est de la Vistule, d'où distinction faite en Vénètes de la Vistule. Jordanes explique que les Slaves se sont appelés Vénètes.
En 2011, une étude a montré qu'il existait une corrélation assez remarquable entre la répartition géographique d'une maladie génétique (La dysplasie ventriculaire droite arythmogène (DVDA)) et les différents foyers de peuplement Vénètes : bassin de la Vistule, golfe de l’Adriatique et Massif Armoricain en particulier. Ceci mettant en lumière le flux migratoire de ce peuple à travers les âges depuis leur site d'implantation initiale en Asie Mineure à partir du XIIIe siècle av. J.-C.

### Origine du nom
Le nom des celtes Veneti serait basé sur la racine celtique *veni- signifiant 'lignée', 'race', 'clan', 'famille' (cf. irlandais fine, 'tribu' ; vieux breton guen, 'race, 'famille', breton gouenn, 'race', tous issus de *ueniā), dérivé en -et-,. Les Venetes seraient ainsi, « ceux du clan » : la rusticité de cet ethnonyme plaide pour son ancienneté.
Le terme celtique remonte à l'indo-européen *ven(i)- désignant 'le clan, 'la famille' et 'ceux qui y sont apparentés'. Le thème indo-européen est également l'origine du germanique *weniz (cf. le vieil haut allemand wini, le vieux norrois vinr, le norvégien venn, 'ami', etc.). Il en reste également une trace italique dans le latin vindex de *veni-diks.
Il est possible également d'y reconnaître un dérivé *venet-, 'apparentés', 'amicaux', 'marchands'.
L'ethnonyme armoricain aurait la même origine linguistique que les différentes attestations du même type :
- dans la zone celtique : le lac de Constance était le Venetus Lacus, il y avait la tribu des Venedoti au Pays de Galles (Venedotia > Gwynnedd) ou encore les toponymes tels Vieu (Ain, de Venetoni-magus ou Vénès (Tarn, Venetium 1358), etc.
- et en dehors, là où sont généralement attestées des langues indo-européennes en Europe, y compris peut-être en Hittite, où une source est mentionnée comme « -Wa-na-at-ti-ja-ta », et d'où également le terme Weshesh, Ouashasha ou Weshnesh pour désigner l'un des peuples de la mer. Il s'agit des Vénètes d'Italie, du nom des Wendes et du nom de Venät donné par les Finnois (de langue non-indo-européenne) aux Russes et de différents toponymes.

Cette récurrence est tellement frappante qu'on a proposé le nom de Venetes comme désignation des indo-européens d'Europe.

### Hypothèses concernant les origines des Vénètes

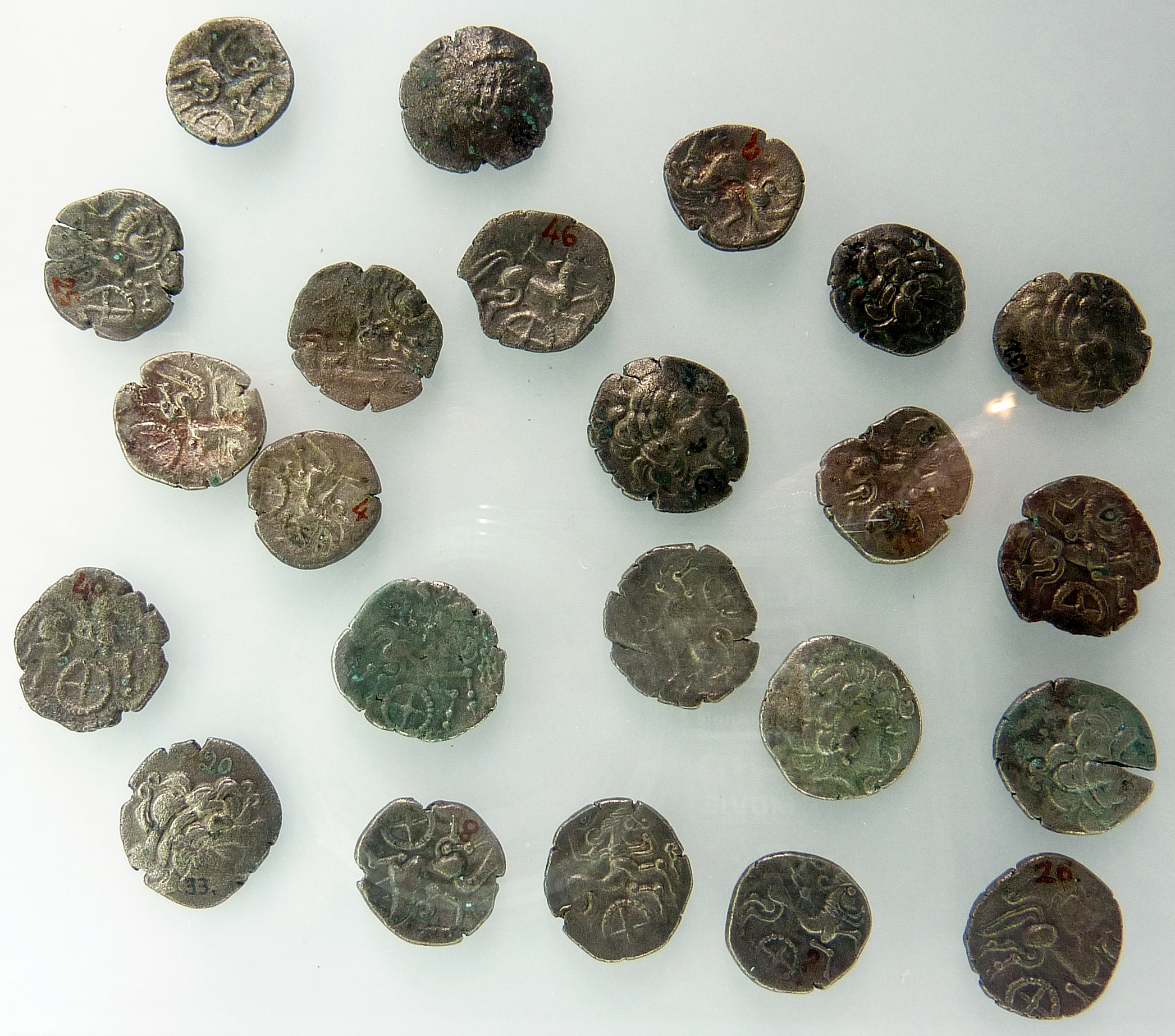
Pièces en billon attribuées aux Vénètes et aux Riedones trouvées en 1835 à Amanlis (Musée d'histoire et d'archéologie de Vannes)

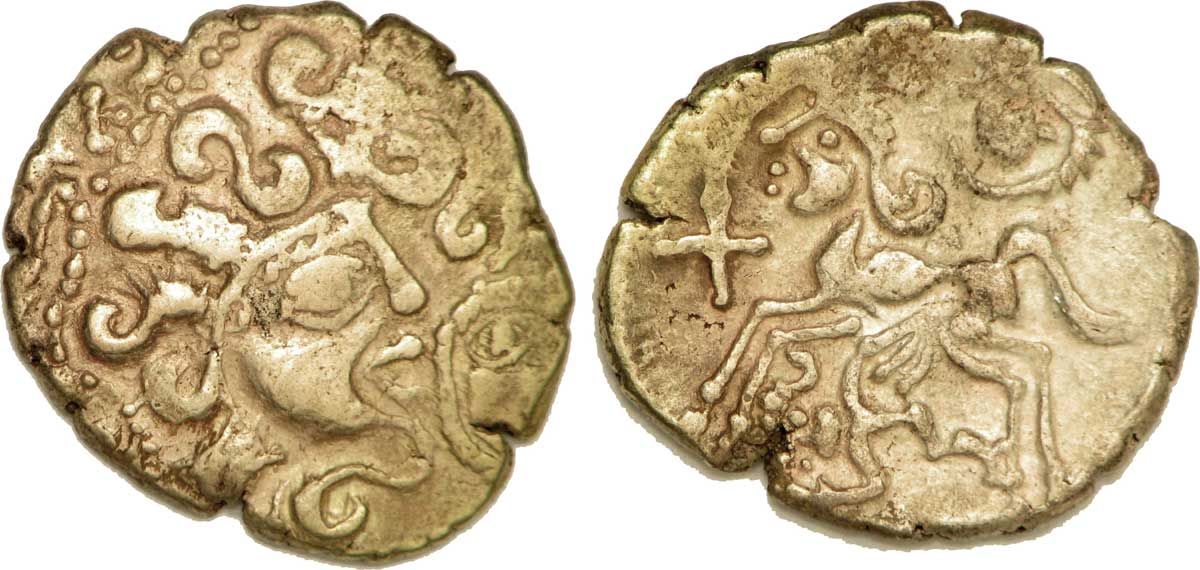
Statère d'électrum au personnage recroquevillé ailé, à la tête coupée et à la croix frappé par les Vénètes.Date : c. 80-50 AC. Description revers : Cheval androcéphale à gauche ; un petit personnage recroquevillé et ailé entre les jambes du cheval ; au-dessus de la croupe, une tête coupée terminée par une croix en guise de stimulus devant le poitrail du cheval.
Description avers : Tête stylisée à droite, la chevelure composée de cinq mèches en esses et en rouleaux, avec une croix au-dessus ; des cordons perlés autour de la tête et une petite tête coupée devant le visage ; le menton est terminé par une sorte d’esse.

André Martinet fait l'hypothèse suivante : les Vénètes, peuple de langue indo-européenne étaient localisés vers la fin du IIIe millénaire av. J.-C. et le début du IIe millénaire av. J.-C. aux environs de la Pologne actuelle. À cette époque, les dialectes qui allaient donner naissances aux langues celtiques, italiques, germaniques et slaves devaient encore être largement intercompréhensibles. Une partie d'entre eux a dû suivre vers l'Ouest les Celtes, pour finalement être complètement celtisée, alors que d'autres étaient entraînés vers le Sud dans le sillage des Italiques, dont ils subiront également l'influence linguistique. Enfin, certains restent sur place, où ils sont probablement progressivement germanisés, avant de subir les pressions des Slaves, avec lesquels ils finiront par se fondre (au Ve siècle). Les Germains continuent alors de désigner leurs voisins du Sud-Est, qui sont maintenant des Slaves, par le nom de « Wendes ».
Toutefois, selon une source classique, les commentaires de Servius sur l’Énéide de Virgile, les Vindeliciens ont par la suite été Liburniens, qui eux-mêmes étaient très probablement liés aux Vénètes. Une référence dans Virgile semble se référer à des Vénètes comme étant liburniens, à savoir que le «royaume le plus secret des Liburniens» doit avoir été l'objectif auquel Anténor, est, dit-on, parvenu. Ainsi, il semble que les anciens Liburniens ont englobé une large bande de l'est des Alpes, de la Vindélicie à la côte dalmate en passant par la Norique. L'historien romain Tite-Live (59 av.J.C. - 17 ap.J.C.), lui-même originaire de la ville vénète de Patavium (Padoue), affirme que le chef troyen Anténor, avec un grand nombre de Paphlagoniens qui avaient été expulsés de leur patrie par une révolution, ont migré vers l'extrémité nord de la côte adriatique, où ils ont par la suite fusionné avec les populations autochtones connues sous le nom d'Euganei (Euganéens), probablement de même origine que les Ligures Ingauni.